# Büttenberg
Büttenberg ist ein Stadtteil von Ennepetal, der an das Zentrum grenzt und ungefähr 3.900 Einwohner hat.
Wirtschaftlich wird er von Kleingewerbebetrieben dominiert. Der Stadtteil verfügt über eine Gemeinschaftsgrundschule mit Turnhalle und Sportplatz sowie zwei Kindergärten, einen Kinder- und Jugendtreff und ein evangelisches Gemeindezentrum. Außerdem gibt es zwei Sportvereine: den SV Büttenberg 1930 und Rot-Weiß Büttenberg. Zudem hat der Ortsteil noch eine Polizeistation.

## Verkehr
Die ehemalige Bundesstraße 7 führt westlich am Ortsteil vorbei. Außerdem halten dort verschiedene Busse, die unter anderem nach Wuppertal und Bochum fahren. Der nahegelegene Bahnhof Schwelm ist in 15 Minuten zu erreichen.

## Einkaufsmöglichkeiten
Im Zentrum des Ortsteils findet sich ein Supermarkt, eine Kneipe und ein Restaurant. Am nordwestlichen Rand gibt es zwei weitere Supermärkte und zwei Fastfoodrestaurants.